# 上下諏訪木
上下諏訪木（じょうげすわのき）は、新潟県新潟市南区の町字。郵便番号は950-1214。

## 概要
1889年（明治22年）から現在までの大字で、江戸時代から1889年（明治22年）まであった上諏訪木村と下諏訪木村が白根町と合併したと同時にひとつになって成立した。中ノ口川の右岸に位置する。

### 隣接する町字
北から東回り順に、以下の町字と隣接する。
- 助次右衛門組
- 白根
- 白根ノ内七軒
- 南田中
- 戸頭

※ 中ノ口川を挟んで西白根と隣接。

## 歴史
上諏訪木村（かみすわのきむら）
江戸時代から1889年（明治22年）まであった村で、浄楽寺新田16ヶ村の1つ。1661年（寛文元年）に黒木村の梅田伝右衛門と田中勘左衛門によって開発され、諏訪木村とも称した。
下諏訪木村（しもすわのきむら）
江戸時代から1889年（明治22年）まであった村で、浄楽寺新田16ヶ村の1つ。寛文年間以前に伊藤杢右衛門の祖先によって開発された。

### 分立した町字
1889年（明治22年）以後に、以下の町字が分立。
日の出町（ひのでまち）
1988年（昭和63年）5月に分立した町字。

### 年表
- 1889年（明治22年）4月1日 : 合併により白根町の大字となる。
- 1959年（昭和34年）6月1日 : 白根町が市制を施行し白根市の大字となる。
- 2005年（平成17年）3月21日 : 合併により新潟市の大字となる。
- 2007年（平成19年）4月1日 : 新潟市の政令指定都市移行により、南区の大字となる。

## 世帯数と人口
2018年（平成30年）1月31日現在の世帯数と人口は以下の通りである。
| 大字       | 世帯数  | 人口    |
| ---------- | ------- | ------- |
| 上下諏訪木 | 655世帯 | 1,682人 |

## 小・中学校の学区
市立小・中学校に通う場合、学区は以下の通りとなる。
| 番地 | 小学校             | 中学校                 |
| ---- | ------------------ | ---------------------- |
| 全域 | 新潟市立白根小学校 | 新潟市立白根第一中学校 |

## 主な企業・施設
- 新潟県立白根高等学校
- 白根中央自動車学校
- 新潟白根総合病院
- しまむら 白根店

## 交通

### 道路
- 国道8号
- 国道460号
- 新潟県道41号白根安田線
- 新潟県道66号白根西川巻線